# Eutímio Zigabeno

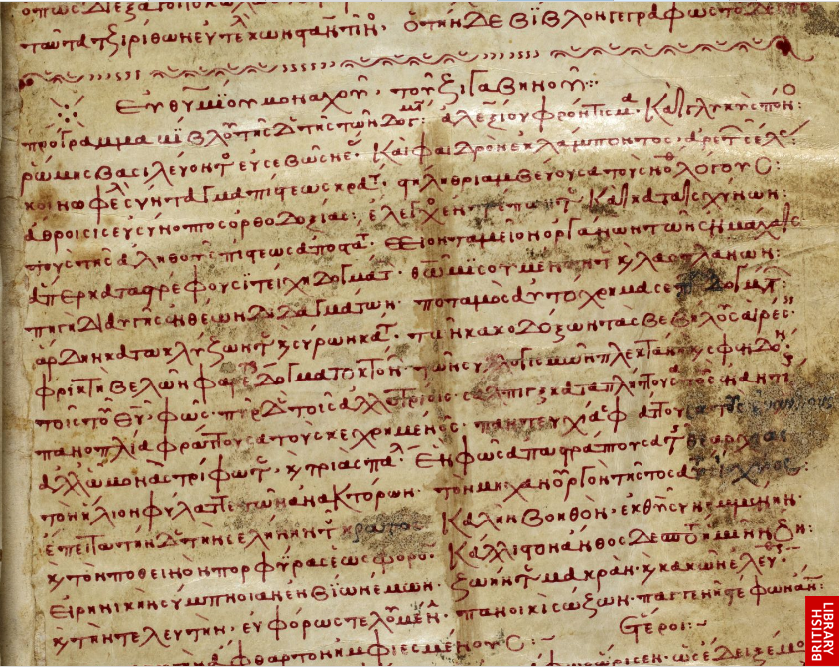
Manuscrito de Eutímio Zigabeno

Eutímio Zigabeno (em latim: Euthymius Zigabenus; em grego: Εὐθύμιος Ζιγαβηνός ou Ζιγαδηνός; † após 1118), também Zigadenus ou Zygadenus, foi um monge e comentarista bíblico do século XII.

## Vida e obras
Ele era amigo do imperador bizantino Aleixo I Comneno, para quem ele escreveu uma extensa obra sobre heresias, a Panoplia Dogmatica ou Panóplia. O texto inicia na Era Apostólica e continua até os bogomilos, alguns dos quais ele examinou pessoalmente. A entrada sobre eles na Panóplia é até hoje a principal fonte de informação contemporânea sobre eles que chegou até nossos dias. Nada mais se sabe sobre a sua vida.
Ele seguia à regra de São Basílio e vivia no Mosteiro da Virgem Maria perto de Constantinopla. Ele tinha as graças tanto do imperador quanto de sua filha, Ana Comnena, elogiou a sua erudição e sua piedade em sua "A Alexíada".
Ele também escreveu comentários sobre os Salmos, um dos quatro Evangelhos e uma das epístolas paulinas, baseando-se principalmente em fontes patrísticas.
Obras espúrias em seu nome incluem "A Exposição do Credo niceno-constantinopolitano" e "Diálogo com um muçulmano".

## A Perícopa da Adúltera em João
Bruce Metzger argumentou que "Nenhum padre grego antes de Eutímio Zigabeno (século XII) comentou sobre a esta passagem e Eutímio declarou que as cópias mais acuradas dos Evangelhos não a continham". Mas esta afirmação é algo incorreta, uma vez que Dídimo, o Cego, a discute (ainda que não na versão de João) e Jerônimo, entre outros, faz menção a ela.
Diz Zigabeno:
| “ | Mas é necessário saber que estas coisas que se encontram daqui até onde se diz: Assim Jesus novamente falou destas coisas dizendo, Eu sou a luz do mundo". Nas cópias mais exatas, elas não existem ou estão marcadas como obelus por parecerem ilegítimas ou interpolações. E um argumento em defesa disso é que Crisóstomo não menciona-a em lugar algum. Mas para nós, precisamos também declarar que, por não ser desprovido de utilidade, é o capítulo sobre a mulher pega em adultério que está neste trecho. | ” |
|   | — Eutímio Zigabeno.. |   |

## Publicações
Eutímio Zigabeno foi publicado por J.P. Migne em sua Patrologia Graeca, nos volumes CXXVIII e CXXIX.